# Rząd Narodowy (powstanie styczniowe)

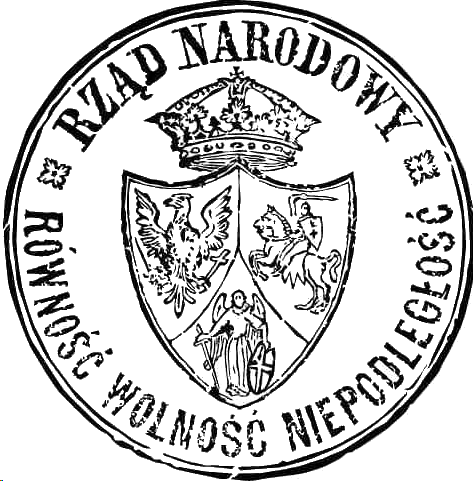
Pieczęć Rządu Narodowego w powstaniu styczniowym

Rząd Narodowy lub Tymczasowy Rząd Narodowy właściwie Komitet Centralny Narodowy jako Tymczasowy Rząd Narodowy – centralny tajny organ władz powstania styczniowego działający na ziemiach zaboru rosyjskiego. 

## Historia

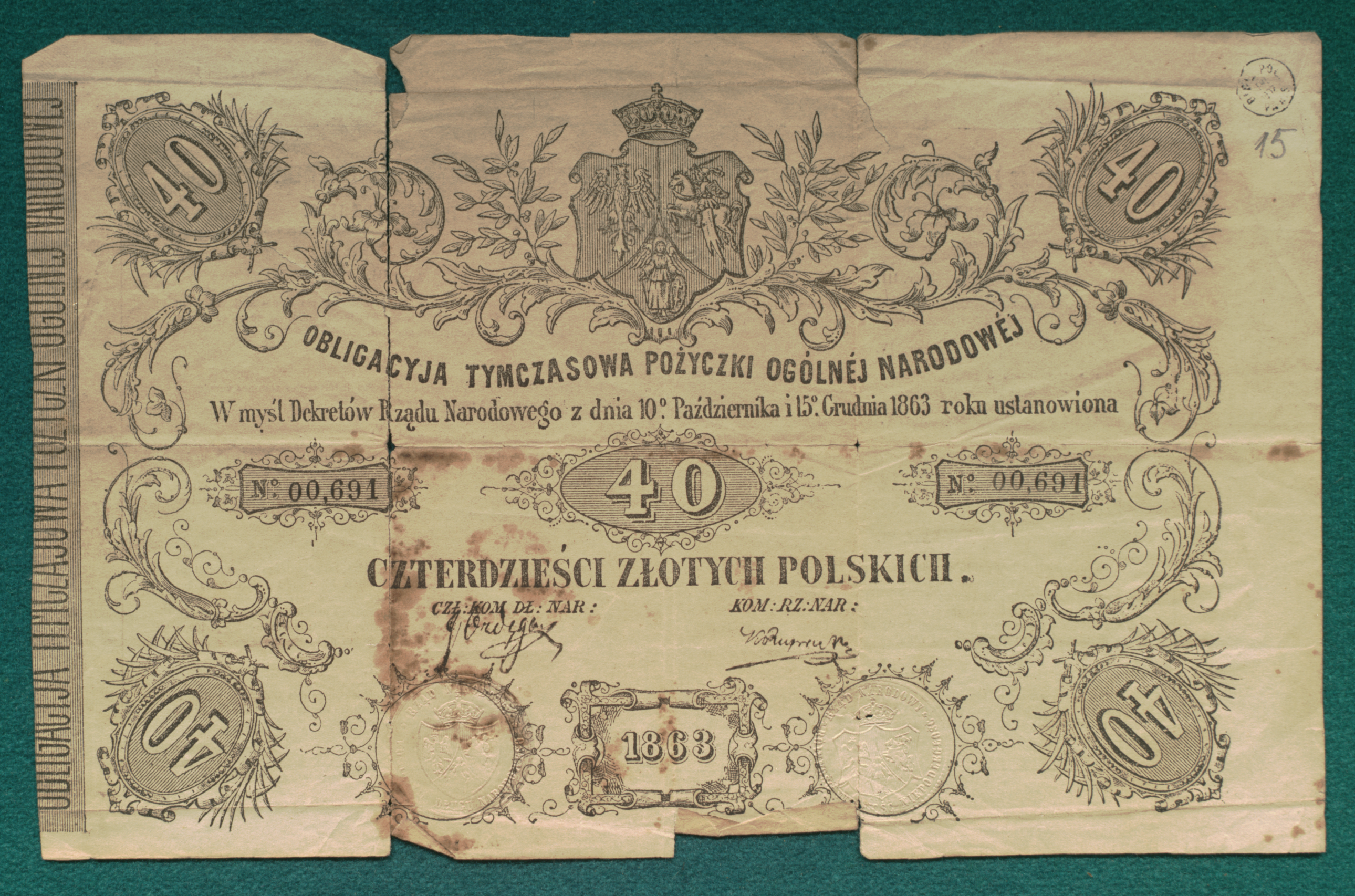
Obligacja tymczasowa na okaziciela o wartości 40 złotych Ogólnej Narodowej Pożyczki Polskiej, wydana w 1863 roku przez Rząd Narodowy.

Kontrolowany przez stronnictwo czerwonych Komitet Centralny Narodowy już od 1862 przygotowywał wybuch powstania w zaborze rosyjskim. Zaplanowane na wiosnę 1863 przygotowania powstańcze pokrzyżowała branka przeprowadzona w Warszawie przez margrabiego Aleksandra Wielopolskiego w nocy z 14 na 15 stycznia. Istniała realna groźba rozbicia organizacji spiskowych w całym kraju.
W zaistniałej sytuacji KCN postanowił o przyspieszeniu wybuchu powstania i przekształcił się 19 stycznia w Tymczasowy Rząd Narodowy. Rząd Narodowy posiadał władzę ustawodawczą i wykonawczą, utworzył własną tajną administrację państwową, odpowiedzialną m.in. za pobór podatków, działanie tajnej poczty, edycję prasy. Mianowano naczelników wojskowych w każdym województwie, powierzając im zadanie opanowania poszczególnych celów. TRN wydał manifest 22 stycznia, w którym określając się jako jedyny rząd legalny wzywał do walki orężnej o wolność, równość i niepodległość. Opublikował też dwa dekrety o uwłaszczeniu chłopów. Zygmuntowi Padlewskiemu powierzono zadanie opanowania Płocka, gdzie miał on proklamować Rząd Narodowy. Członkowie rządu oczekiwali na ten moment w Kutnie. Próba zajęcia Płocka zakończyła się niepowodzeniem, a pozostający poza Warszawą rząd tymczasowy nie mógł się bezpiecznie ujawnić. 

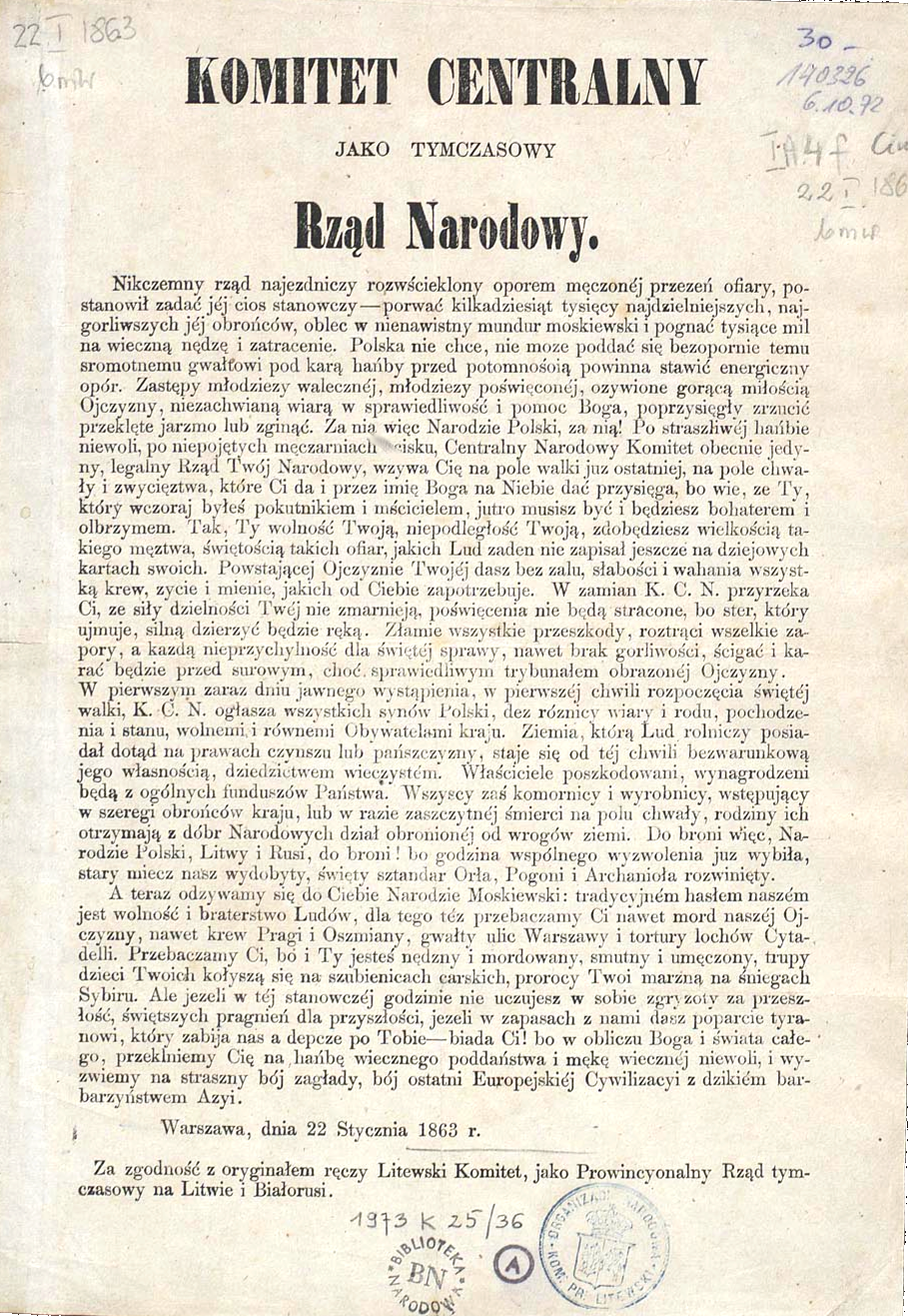
Manifest Komitetu Centralnego Narodowego

W tym czasie rzeczywistą władzę nad powstaniem przejęła kierowana przez rezydującego w Warszawie Stefana Bobrowskiego Komisja Wykonawcza Rządu Narodowego. 30 stycznia wysłannicy TRN w Paryżu skłonili Ludwika Mierosławskiego do objęcia dyktatury nad powstaniem. Ten 17 lutego przybył w granice Królestwa Polskiego, jednak na skutek klęsk militarnych już 24 lutego zmuszony był je opuścić. TRN wezwał go do stawienia się na pole walki przed upływem 8 marca.
Rząd zaproponował osobę Ludwika Mierosławskiego na dyktatora powstania, ale ten po przegraniu dwóch potyczek zrezygnował z podjęcia stanowiska. 12 marca wykorzystało tę sytuację stronnictwo białych, którego przedstawiciele udając emisariuszy TRN, przekonali niezorientowanego w sprawach politycznych Mariana Langiewicza do objęcia dyktatury. Ten powołał nowy Rząd Narodowy Cywilny, sprawujący w jego imieniu władzę. Dotychczasowi członkowie TRN uznali, że rząd dotychczasową swoją władzę składa w jego ręce i wzywa cały naród do posłuszeństwa dyktatorowi. Jednak zastrzegli sobie, że w części kraju zajętej przez nieprzyjaciela z upoważnienia dyktatora rozporządzenia wydawać będzie Komisja Wykonawcza. Utworzono tym samym Komisję Wykonawczą Dyktatora w Warszawie.
19 marca Langiewicz przekroczył granicę Galicji, gdzie został aresztowany przez Austriaków. Do Krakowa przybył prezes TRN Stefan Bobrowski, który 21 marca ogłosił tam przywrócenie najwyższej władzy Tymczasowego Rządu Narodowego. Powołał rząd koalicyjny z udziałem przedstawicieli białych i czerwonych. Po śmierci Bobrowskiego w pojedynku 12 kwietnia, we władzach powstańczych górę zaczęły brać tendencje umiarkowane. 10 maja Komitet Centralny jako Tymczasowy Rząd Narodowy ogłosił się Rządem Narodowym pod przewodnictwem Agatona Gillera. Aresztowanie Romualda Traugutta 10 kwietnia 1864 r. uważa się za koniec działalności Rządu Narodowego w czasie powstania styczniowego.

## Przewodniczący Rządu Narodowego i dyktatorzy
| L.p. | Obraz | Imię i nazwisko, funkcja                                                                                      | Objął urząd          | Złożył urząd         | Okres urzędowania |
| ---- | ----- | --- | -------------------- | -------------------- | ----------------- |
| 1.   |       | Stefan Bobrowski, przewodniczący Komisji Wykonawczej (Tymczasowego) Rządu Narodowego                          | 21 stycznia 1863     | 17 lutego 1863       | 27 dni            |
| –    |       | Ludwik Mierosławski, dyktator                                                                                 | 17 lutego 1863       | 11 marca 1863        | 22 dni            |
| –    |       | Marian Langiewicz, dyktator                                                                                   | 11 marca 1863        | 18 marca 1863        | 7 dni             |
| -    |       | Agaton Giller Stefan Bobrowski Józef Kajetan Janowski, członkowie Wykonawczej Komisji Dyktatorskiej           | 19 marca 1863        | 20 marca 1863        | 1 dzień           |
| 2.   |       | Stefan Bobrowski, przewodniczący Tymczasowego Rządu Narodowego                                                | 21 marca 1863        | 12 kwietnia 1863     | 22 dni            |
| 3.   |       | Agaton Giller, przewodniczący Tymczasowego Rządu Narodowego (od 10 maja 1863 przewodniczący Rządu Narodowego) | 12 kwietnia 1863     | 23 maja 1863         | 41 dni            |
| 4.   |       | Franciszek Dobrowolski, przewodniczący Rządu Narodowego                                                       | 23 maja 1863         | 9 czerwca 1863       | 17 dni            |
| 5.   |       | Piotr Kobylański, przewodniczący Rządu Narodowego                                                             | 9 czerwca 1863       | 10 czerwca 1863      | 1 dzień           |
| 6.   |       | Karol Majewski, przewodniczący Rządu Narodowego                                                               | 14 czerwca 1863      | 17 września 1863     | 95 dni            |
| 7.   |       | Franciszek Dobrowolski, przewodniczący Rządu Narodowego                                                       | 17 września 1863     | 17 października 1863 | 30 dni            |
| 8.   |       | Romuald Traugutt, dyktator Rządu Narodowego                                                                   | 17 października 1863 | 10 kwietnia 1864     | 176 dni           |
| 9.   |       | Aleksander Waszkowski, Naczelnik Miasta Warszawy                                                              | 12 kwietnia 1864     | 19 grudnia 1864      | 251 dni           |
| 10.  |       | Bronisław Brzeziński, przewodniczący Rządu Narodowego                                                         | 20 kwietnia 1864     | październik 1864     | ok. pół roku.     |